# Prästtjärnen, Hälsingland
Prästtjärnen är en sjö i Hudiksvalls kommun i Hälsingland och ingår i Delångersån-Nianåns kustområde.